# Pfarrkirche Kroatisch Geresdorf

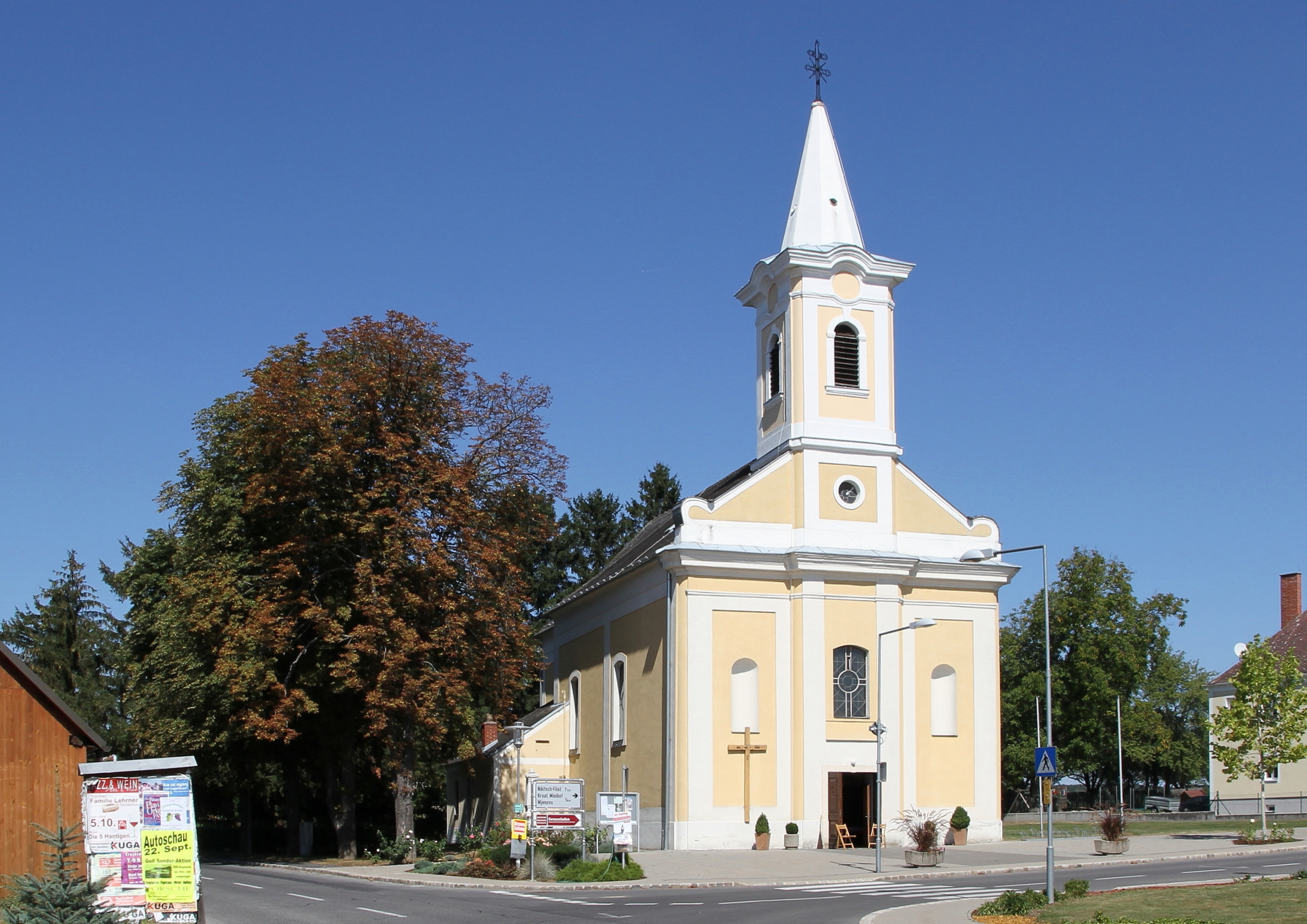
Katholische Pfarrkirche hl. Andreas in Kroatisch Geresdorf

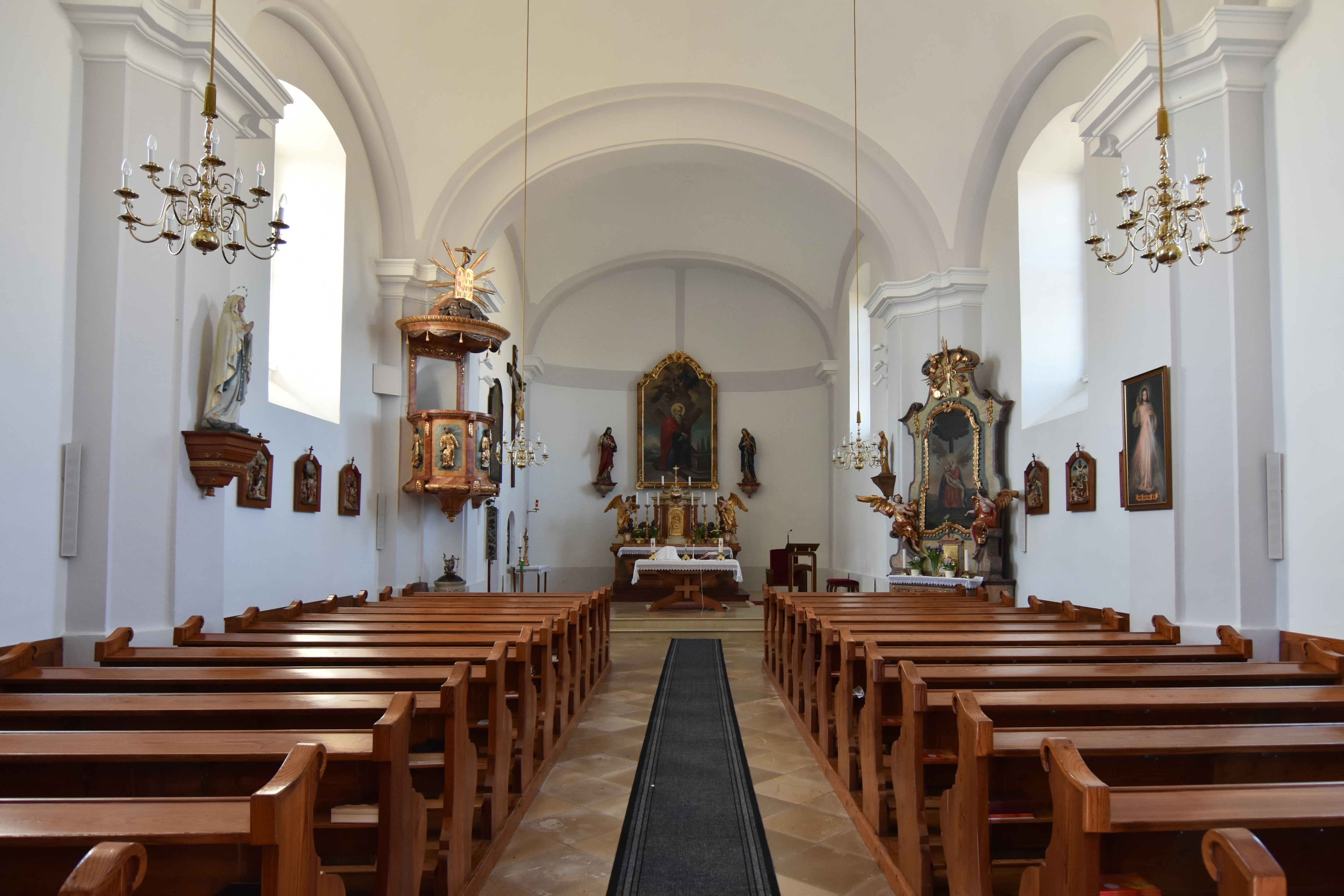
Innenansicht der Pfarrkirche

Die römisch-katholische Pfarrkirche Kroatisch Geresdorf steht in der Ortschaft Kroatisch Geresdorf (kroatisch Gerištof) in der Gemeinde Nikitsch im Bezirk Oberpullendorf im Burgenland. Die dem heiligen Andreas geweihte Pfarrkirche gehört zum kroatischen Dekanat Großwarasdorf der Diözese Eisenstadt. Die Kirche steht unter Denkmalschutz (Listeneintrag).

## Geschichte
Die Kirche wurde bereits in vorreformatorischen Zeiten errichtet. Sie war ursprünglich der heiligen Kunigunde geweiht. Der heutige Kirchenbau wurde 1795 errichtet und in den Jahren 1966 innen sowie 1972 renoviert.

## Architektur
Die Kirche ist ein einfacher Bau mit eingebundenem Fassadenturm über einem geschweiften Scheingiebel. Der Turm hat einen Pyramidenhelm. Die Kirche hat einen eingezogenen Chor, der außen in 3/8, und innen rund geschlossen ist. Das Langhaus ist zweijochig. Darüber ist Platzlgewölbe zwischen Gurtbögen, das auf kräftigen Pilastern ruht. Die Empore im schmäleren und kürzeren Emporenjoch hat eine geschweifte Brüstung und lagert über einem breiten Bogen. Über der Empore ist Platzlgewölbe. Ein rundbogiger Triumphbogen trennt das Langhaus vom Chorjoch. Auch im Chorjoch ist Platzlgewölbe.

## Ausstattung
Der Hochaltar wurde um 1800 geschaffen und besteht aus einer Mensa und einem Tabernakel mit Engeln. An der Wand ist ein Ölbild, das den heiligen Andreas zeigt.
Die Kanzel  mit Relieffiguren der vier Evangelisten entstand um 1800. Auch der Taufstein stammt teilweise aus dem 18. Jahrhundert. An der Tür zur Sakristei hängt ein Ölbild aus der ersten Hälfte des 18. Jahrhunderts, das den Traum des heiligen Romuald zeigt. Dabei handelt es sich um eine Kopie des Originals von Andrea Sacchi, das in den Vatikanischen Museen hängt mit einer Ansicht des Kamaldulenser-Klosters, das auf dem Wiener Kahlenbergstand. Es wurde 1969 restauriert. Es stammt, ebenso wie der barocke Seitenaltar aus dem aufgelassenen Kamaldulenserkloster Landsee.
Die Orgel aus 1912 mit 7 Registern wurde von Gebrüder Rieger in Jägerndorf gebaut.